# Robert-Havemann-Gesellschaft

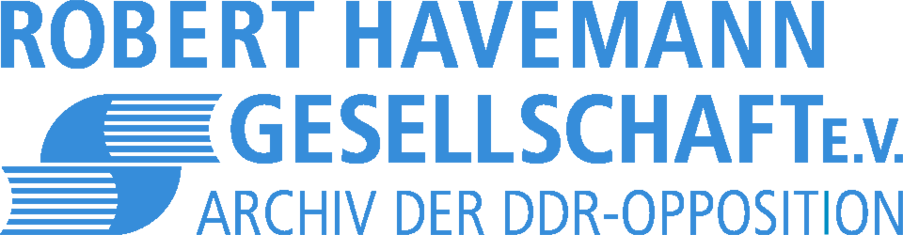
Logo der RHG (Robert-Havemann-Gesellschaft) e. V.

Die Robert-Havemann-Gesellschaft e. V. (RHG) wurde am 19. November 1990 als politischer Bildungsverein des Neuen Forums in Berlin gegründet. Zum ersten Beirat gehörten Bärbel Bohley, Katja Havemann und Jens Reich.

## Archivarbeit
Im Mai 1992 wurde das Robert-Havemann-Archiv eingerichtet, welches 1994 eröffnet wurde. Neben Robert Havemanns (1910–1982) Nachlass verfügt es über Unterlagen der im Herbst 1989 gegründeten Vereinigungen, Initiativen, Parteien und oppositionellen Gruppen, ergänzt durch private Sammlungen dort Engagierter, und dokumentiert die Bürgerbewegung in der DDR.
Das aus der Umwelt-Bibliothek hervorgegangene Matthias-Domaschk-Archiv, das Dokumente zur Geschichte der Opposition sammelt, ist seit 1994 ebenfalls Bestandteil der Robert-Havemann-Gesellschaft.
Außerdem verfügt die Robert-Havemann-Gesellschaft seit 2003 auch über das Archiv Grauzone mit seiner Sammlung zur ostdeutschen nichtstaatlichen Frauenbewegung.
Mit ihren inzwischen auf insgesamt 700 laufende Meter Schriftgut angewachsenen Beständen bilden die drei Teilarchive das umfangreichste Archiv der DDR-Opposition, darunter auch Samisdat-Materialien.

## Sonstige Aktivitäten

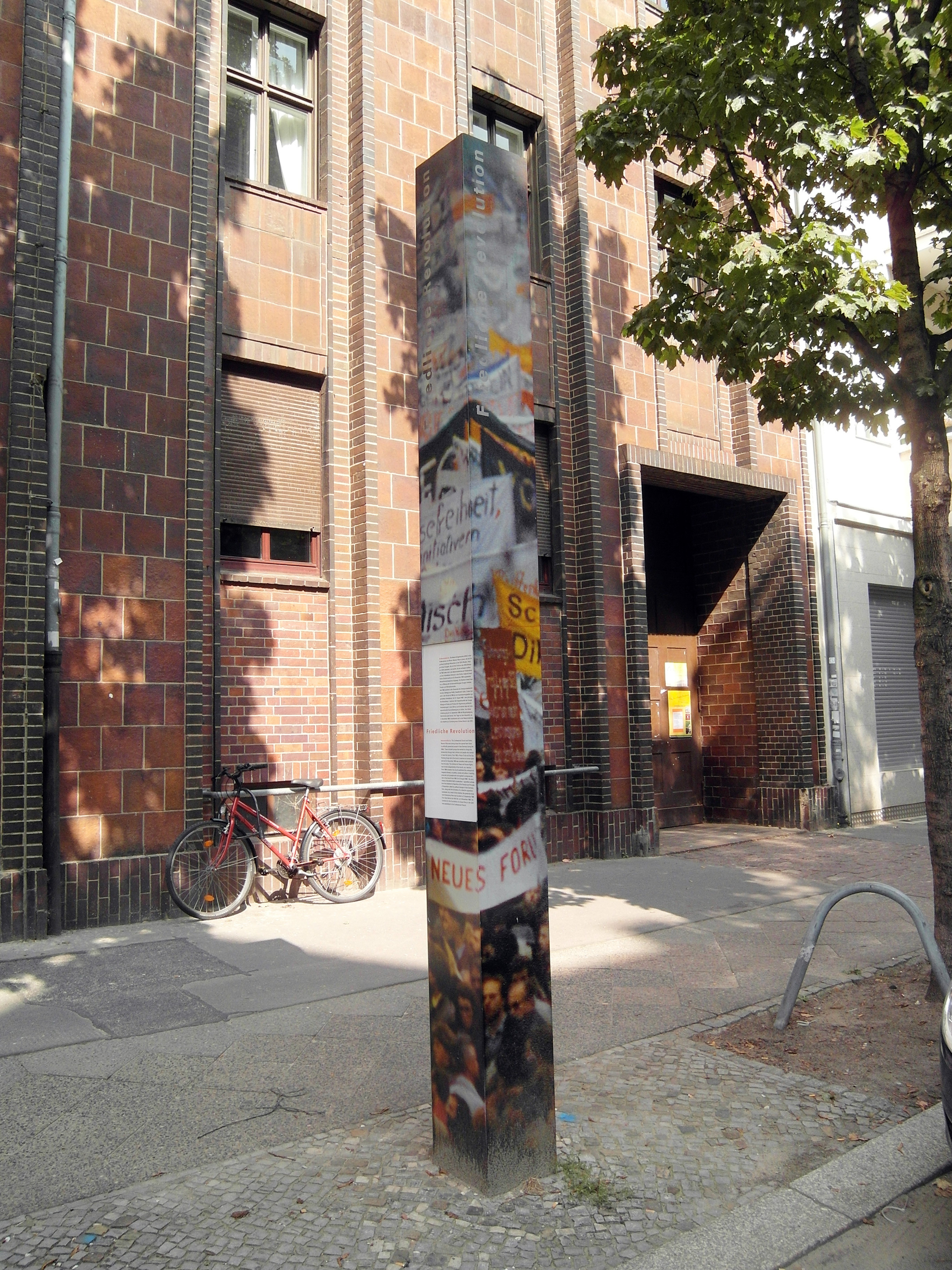
Informationsstele vor der Bekenntniskirche im Gedenken an die friedliche Revolution 1989/1990

In Zusammenarbeit mit der Bundeszentrale für politische Bildung wurde das Multimedia-Bildungsangebot Jugendopposition in der DDR erstellt, das 2005 mit dem Grimme Online Award ausgezeichnet wurde und seit 2010 auch auf DVD vorliegt.
Am 7. Mai 2009 eröffnete die Robert-Havemann-Gesellschaft eine Open-Air-Ausstellung zur Friedlichen Revolution, die von einer Internetseite begleitet wird. Die Ausstellung wurde mit dem Einheitspreis 2009 gewürdigt und war bis zum 3. Oktober 2010 auf dem Alexanderplatz zu sehen. In diesem Zusammenhang erfolgte auch die Aufstellung von sogenannten Revolutionsstelen an 18 Orten im Osten und Westen Berlins, die eng mit der Friedlichen Revolution verbunden sind.